# Gratzener Bergland

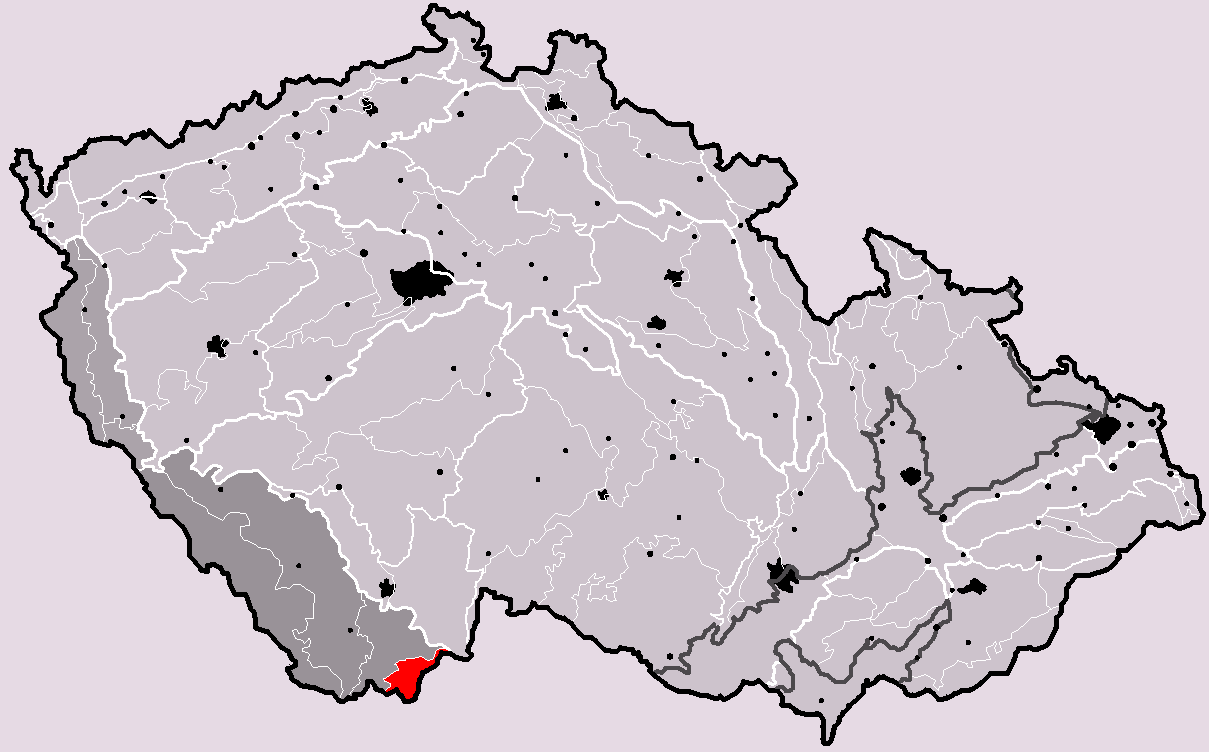
Die Novohradské hory innerhalb der Geomorphologischen Einteilung Tschechiens

Das Gratzener Bergland (seltener Gratzener Gebirge) ist ein Teil der Böhmischen Masse und erstreckt sich entlang der Grenze zwischen Tschechien, Ober- und Niederösterreich. In Böhmen wird das Bergland als Novohradské hory bezeichnet, der österreichische, etwas höhere Teil wird Freiwald genannt.

## Geographie
Das Mittelgebirge bedeckt eine Fläche von etwa 20 × 30 km und kann grob mit dem Städtedreieck Budweis-Freistadt-Gmünd umschrieben werden.
- Der in Böhmen Novohradské hory bezeichnete Teil verläuft von Nové Hrady (Gratzen) – über Benešov nad Černou (Deutsch-Beneschau) nach Horní Dvořiště (Oberhaid) an der oberösterreichischen Grenze.
- Der österreichische Freiwald verläuft von Unterhaid/Leopoldschlag nach Osten und quert bei Sandl – südlich des Dreiländerecks – die Grenze zwischen Mühl- und Waldviertel. Dort verzweigt er sich zum Weinsberger Wald, während der Hauptkamm nach Norden zum Tischberg und Nebelstein umschwenkt. Insgesamt beschreibt die Gipfelflur annähernd die Form einer Ellipse und bildet die Nordgrenze des Granit- und Gneishochlands.

Der höchste Berg ist der Viehberg bei Sandl mit 1112 m, doch übersteigen weitere 16 Berge die Marke von 1000 Meter Meereshöhe. Davon liegen im österreichischen Teil 13 Gipfel, in Böhmen sind es drei.
Die Fläche des Gebirges auf tschechischer Seite beträgt 162 km². Dort ist der Kamenec (Steinberg) im Teilgebirge Pohorská hornatina auf dem Gebiet der Gemeinde Pohorská Ves mit 1072 m n.m. die höchste Erhebung.
Für die oberösterreichische Raumeinheit Freiwald und Weinsberger Wald bildet der Freiwald einen Hauptteil.
Der niederösterreichische Teil des Freiwaldes ist nach dem Naturschutzkonzept des Landes als landschaftlicher Teilraum definiert.
Im Gebirge befindet sich der nach der Wende eingerichtete Naturpark Novohradské hory mit vielen Naturschönheiten wie Terčino údolí, Žofínský prales (Sophien-Urwald) oder Hojná Voda (Heilbrunn) und anderem. Die Gegend ist insgesamt ziemlich unberührt geblieben. Durch die Lage am Eisernen Vorhang wurde der deutschböhmische Teil nach dem Zweiten Weltkrieg entsiedelt und blieb touristisch unerschlossen. Nach der Grenzöffnung wurden die Wanderwege wieder markiert und die touristische Infrastruktur ausgebaut.
Etwa drei Viertel der Region sind durch Nadel- und Laubwälder bedeckt. Ein fast unablässig blasender Wind erreicht im Herbst oft schwere Sturmstärken.
Im Gratzener Bergland entspringen Lainsitz, Maltsch, Bucherser Bach, Strobnitz und Schwarzau.

## Berge über 1000 m
- Viehberg, 1112 m
- Kamenec (Steinberg), 1072 m
- Schwarze Mauer, 1071 m
- Tischberg, 1063 m
- Taufelberg, ca. 1042 m
- Myslivna (Farrenberg), 1040 m
- Haubenberg, 1036 m
- Vysoká (Hochwald), 1034 m
- Hundsberg, 1030 m
- Ahornstein, 1019 m
- Nebelstein, 1017 m
- Gattringerberg, 1016 m
- Vorderer Schanzer Berg, ca. 1013 m
- Hinterer Schanzer Berg, 1010 m
- Sepplberg, 1004 m
- Bärenstein, 1003 m
- Höllberg, 1000 m